# Marieholms gästgivaregård

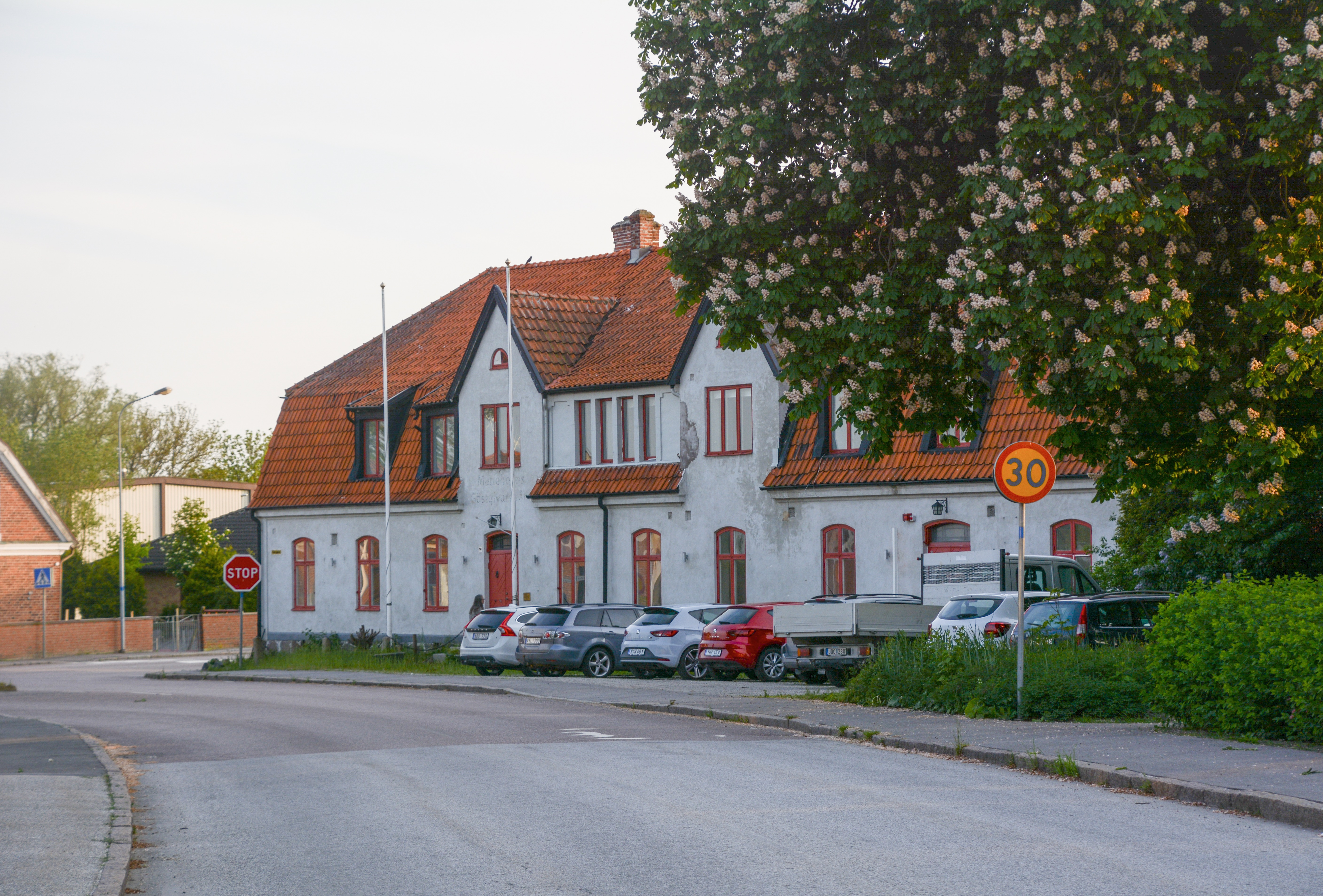
Marieholms gästgiveri

Marieholms gästgivaregård, ursprungligen Åkarps gästgivaregård, är en tidigare gästgivaregård i Marieholm i Skåne.
Gästgivaregården inrättades på 1690-talet som Åkarps gästgivaregård. Den inrättades  och låg utmed huvudvägen mellan Jönköping och Lund. Norr om låg närmast Röstånga gästgivaregård i Röstånga 1 3/4 svensk mil bort (1,75 x 10 688,54 meter = 18,7 kilometer) och söder ut låg närmast Kävlinge gästgivaregård i Kävlinge 1 svensk mil bort.
Den förste gästgivaren hette Nils Knudsson, som ägde gården på platsen. När han dog 1703, gifte sig änkan med Hans Andersson som tog över som gästgivare fram till 1712. 
En gästgivare som blev berömd för god skötsel var Johannes Sandberg. Han och hans hustru Catharina Westling tog över gästgiveriet 1772 och fick tinget flyttat från Annelöv till Åkarp 1776. 
Gästgivaregården brann ner 1860 och återuppbyggdes som en envånings länga i tegel. Åren 1918-1919 byggdes en andra våning, samtidigt som fasaderna rappades. 
Den siste gästgivaren var, från 2005, Magnus Wetter. Gästgiveriet stängdes i december 2013.
Fastigheten vid Kvarngatan 1 är på 600 kvadratmeter och har 20 rum.

## Bildgalleri

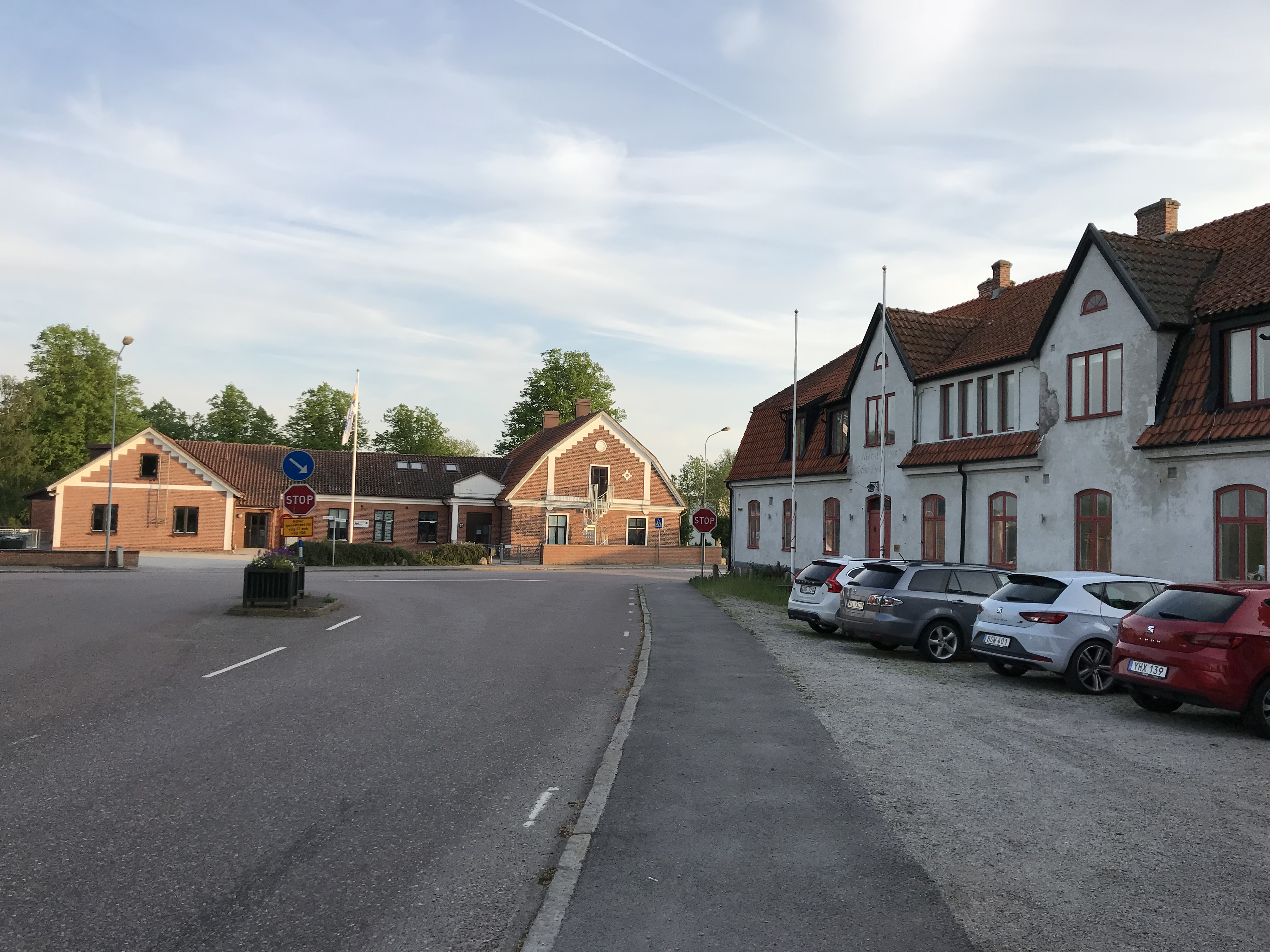
Tidigare Marieholms gästgivaregård till höger, med tidigare Åkarps tingshus i fonden
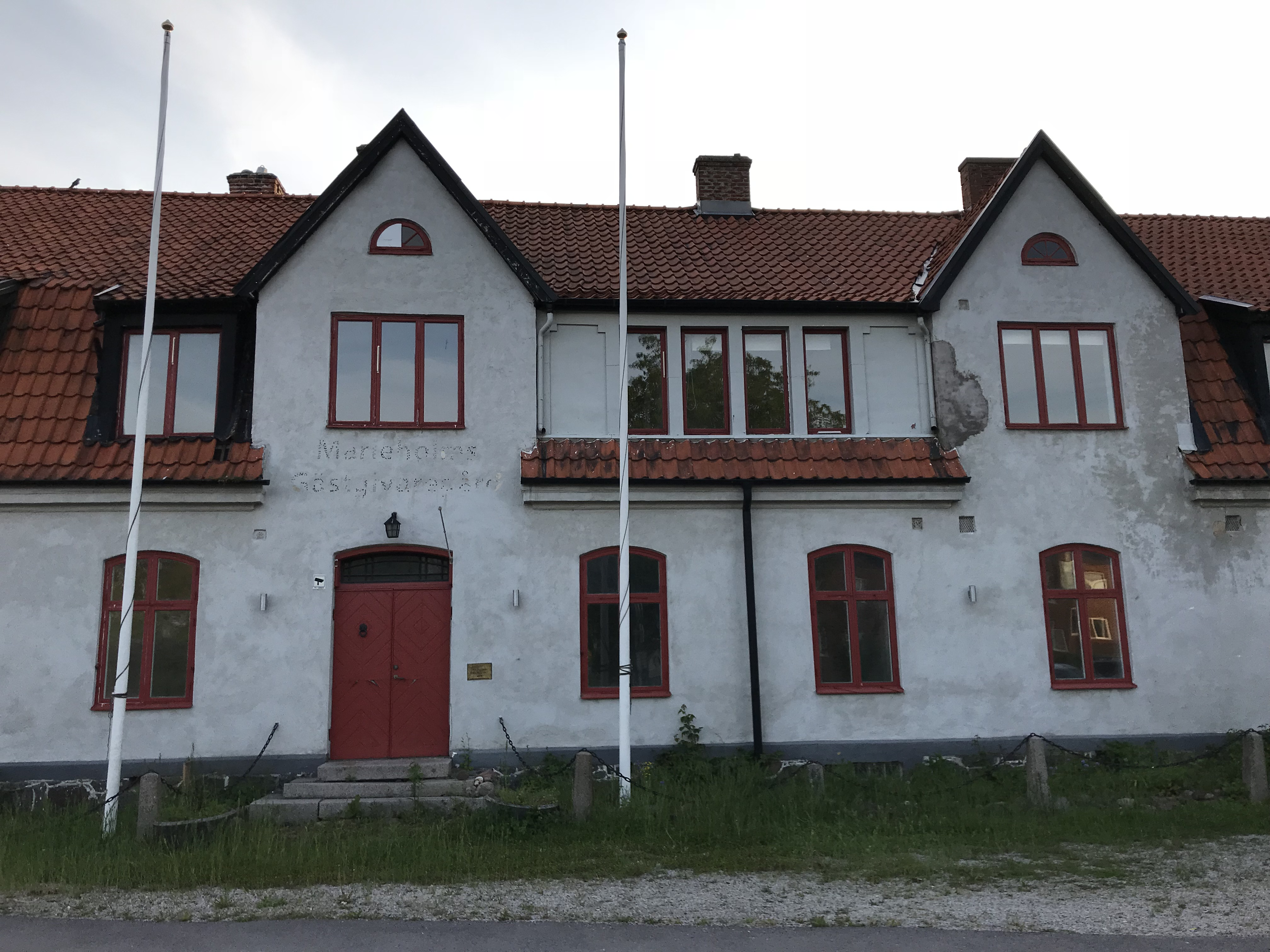
Entrén till gästgivaregården, med namnet svagt synligt ovanför
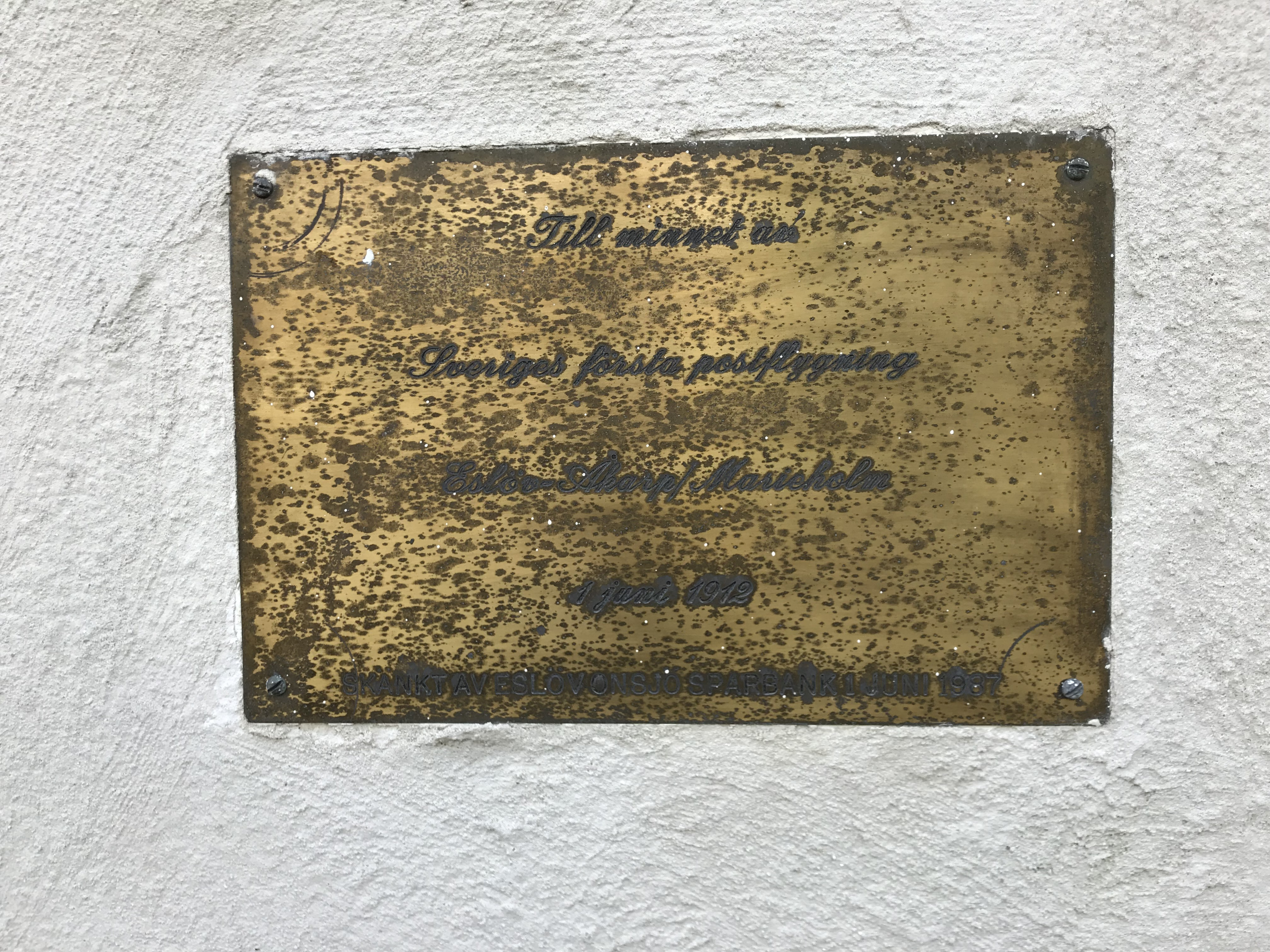
En plakett till minne av den första postflygningen i Sverige till höger om entrédörren
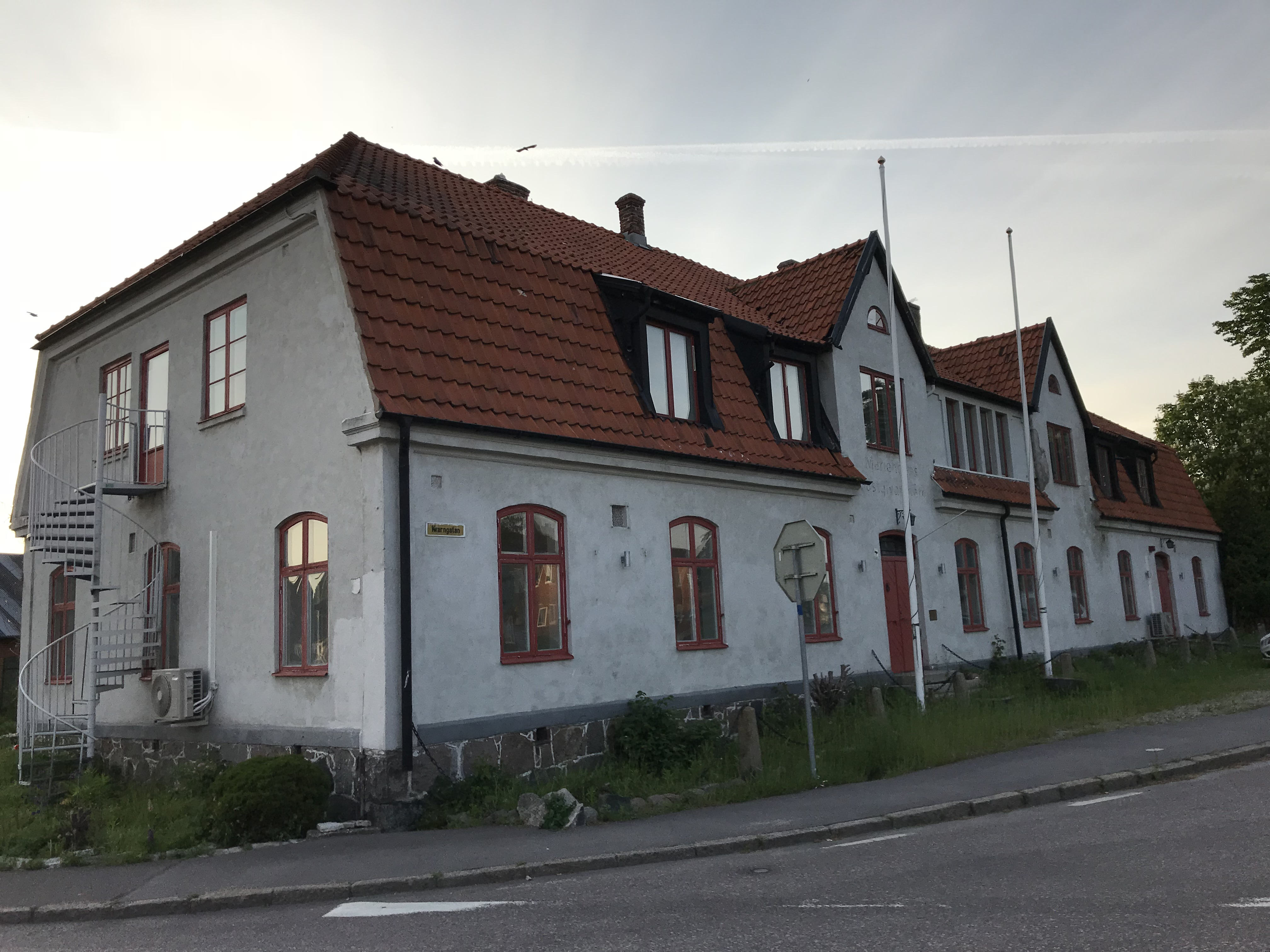
Byggnaden sedd från Storgatan
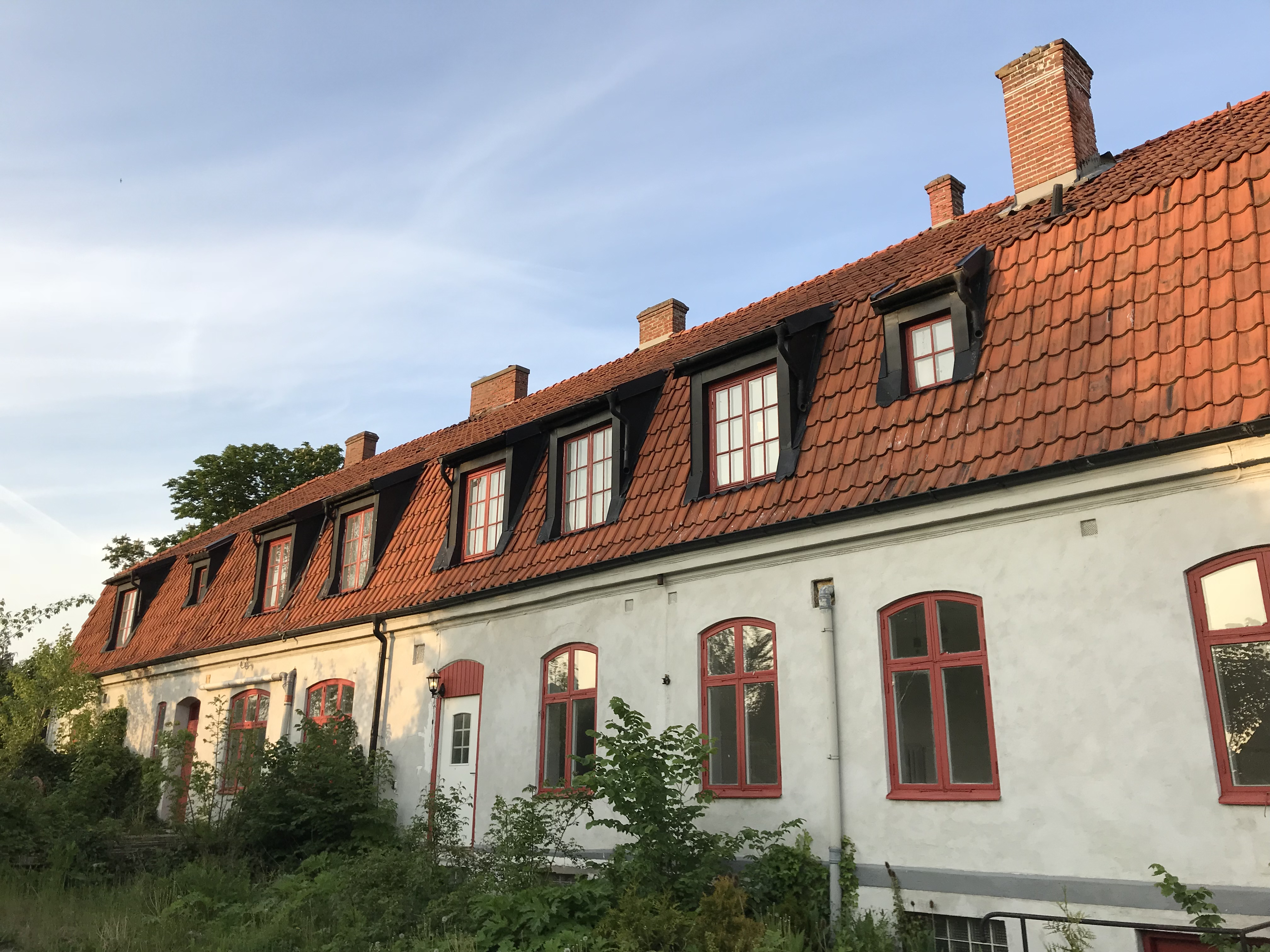
Byggnaden sedd från trädgården